# Roger Lindqvist (fotbollsspelare)
Roger Lindqvist, född 26 februari 1970, är en svensk före detta fotbollsspelare.
Lindqvist är yngre bror till Stefan Lindqvist och har spelat i IF Leikin, Halmstads BK och Örgryte IS.

## Meriter
- 1 P-landskamp
- 2 OS-landskamper

### Webbkällor
- Profil på altomfotball.no